# Conotyla personata
Conotyla personata är en mångfotingart som beskrevs av Shear 1971. Conotyla personata ingår i släktet Conotyla och familjen Conotylidae. Inga underarter finns listade i Catalogue of Life.